# Tollsaresjön
Tollsaresjön är en sjö i Falkenbergs kommun i Halland och ingår i Ätrans huvudavrinningsområde. Sjöns area är 0,02 kvadratkilometer och den befinner sig 98,7 meter över havet.